# Donanagudde, Shikarpur
Donanagudde là một làng thuộc tehsil Shikarpur, huyện Shimoga, bang Karnataka, Ấn Độ.